# 天权增一
大熊座74，又名BD+59 1444，HD 108844、SAO 28405、HR 4760，是大熊座的一颗恒星，视星等为5.35，位于銀經128.32，銀緯58.5，其B1900.0坐标为赤經12h 25m 17.1s，赤緯+58° 58.5′ 21″。